# Javier Aguirre
Javier Aguirre Onaindía (Cidade do México, 1 de dezembro de 1958) é um treinador e ex-futebolista mexicano que atuava como meio-campista. Atualmente comanda a Seleção Mexicana

## Carreira como treinador
Dirigiu a Seleção Mexicana que disputou a Copa do Mundo FIFA de 2010. Após a eliminação para a Argentina nas oitavas-de-final do mundial realizado na África do Sul, Aguirre pediu demissão do cargo.
Voltou a assumir uma Seleção quatro anos depois, quando substituiu Alberto Zaccheroni como treinador do Japão em agosto de 2014. Com ela chegou a disputar a Copa da Ásia de 2015. Ao final da competição, porém, foi demitido devido a acusações que pesavam contra si feitas pelo poder judiciário espanhol por envolvimento em combinação do resultado da partida entre Zaragoza (treinado por Aguirre) e Levante em 2011.

## Títulos

### Como jogador
América
- Liga MX: 1983–84

### Como treinador
Pachuca
- Liga MX: 1999–I

Al-Wahda
- Copa do Presidente: 2017
- Etisalat Emirates Cup: 2016

Monterrey
- Liga dos Campeões da CONCACAF: 2021

México
- Copa Ouro da CONCACAF: 2009, 2025
- Liga das Nações da CONCACAF: 2024–25[4]